# Carlo Bagnaresi
Carlo Bagnaresi (Castelbolognese, 18 agosto 1922 – Castino, 15 novembre 1944) è stato un militare italiano, decorato dalla Repubblica Sociale Italiana con la Medaglia d'oro al valor militare alla memoria durante la seconda guerra mondiale.

## Biografia
Bagnaresi nacque a Castelbolognese, provincia di Ravenna, il 18 agosto 1922, figlio di Cars, di professione ferroviere e di Cornelia Amici. Frequentò le Scuole Magistrali a Verona, dove iniziò a scrivere sul settimanale del GUFR (Gruppo universitario fascista repubblicano); il 3 novembre 1939 si iscrisse alla facoltà di lingue e letterature straniere dell'Università Cà Foscari di Venezia. Dopo l'annuncio dell'avvenuto armistizio dell'Italia con gli Alleati l'8 settembre 1943, aderì alla Repubblica Sociale Italiana e si arruolò nell'Esercito Nazionale Repubblicano,venendo assegnato in forza alla 6ª Compagnia del II Battaglione del 6º Reggimento fanteria di marina "San Marco", parte della 3ª Divisione fanteria di marina "San Marco". Fu quindi inviato a Grafenwöhr in Germania per l'addestramento in vista dell'invio della divisione sul fronte dell'Italia meridionale. Al termine dell'addestramento la divisione iniziò il rientro in Italia il 27 luglio 1944, per attestarsi, a seguito di un cambio di programma, nella riviera ligure di Ponente e nell'area del Piemonte alle spalle dell'appennino.
Tra il 1º e il 4 ottobre 1944, ebbe luogo una vasta operazione di rastrellamento da parte delle forze dell'Asse nel Piemonte meridionale, tra in paesi di Cairo Montenotte e Millesimo a sud, e Pezzolo e Castelletto Uzzone a nord, con direzione est-ovest da Dego verso il Bembo, avente l'obiettivo di garantire la sicurezza delle retrovie dei reparti posizionati alla difesa costiera dell'arco ligure e sulla linea appenninica. La 3ª Divisione "San Marco" prese parte a tale operazione con il 3º Gruppo Arditi Esploratori e con reparti del 6º Reggimento fanteria di marina, di cui Bagnaresi faceva parte come sottotenente comandante del l° Plotone della 6ª Compagnia. Tale compagnia operava a rinforzo sul fianco destro del Gruppo Arditi. Data l'impossibilità di mantenere i contatti tra i reparti a causa della conformazione del terreno e dell'assenza di apparecchiature radio portatili, il plotone di Bagnaresi restò isolato e, giunto a Pezzolo, venne attaccato da forze partigiane superiori in numero; i fanti di marina si trincerarono nel municipio del paese. Bagnaresi e il vice comandante del plotone, sottocapo Giuseppe Griseri, lasciarono l'edificio per attaccare un'autoblindo che cercava di avvicinarsi, mascherata sotto le insegne tedesche; Bagnaresi tuttavia venne ferito al petto da un proiettile di mitragliatrice, mentre Griseri fu ucciso sul colpo, colpito alla testa. I fanti di marina recuperarono il loro ufficiale e difesero la posizione finché fu possibile, ma dovettero infine arrendersi.
Durante l'interrogatorio a cui venne sottoposto, Bagnaresi non rinnegò i propri ideali, neanche quando fu condannato a morte. Nell'attesa che la sentenza fosse eseguita, venne ricoverato presso l'ospedale di Cortemilia, a nord della località dove era stato catturato, messo nella stessa camera dove era ricoverato anche il sergente Lino Sapori, ferito ed anch'egli condannato a morte dal tribunale partigiano.
Il 4 novembre Bagnaresi fu condotto alla periferia del paese per l'esecuzione, ma per tre volte il mitra del partigiano Perez si inceppò; il tenente partigiano Dario decise quindi di soprassedere con l'esecuzione. La sera del 15 novembre, Bagnaresi e il sergente Sapori vennero condotti davanti al cimitero di Castino per essere fucilati. In precedenza l'ufficiale aveva ottenuto dai partigiani di essere fucilato in uniforme e al petto, di poter salutare i suoi soldati prigionieri e che venisse data notizia alla famiglia del luogo della sepoltura. Giunti sul luogo dell'esecuzione i due prigionieri chiesero di poter avere ognuno una propria bara, in modo che i rispettivi familiari potessero poi ritrovarne le salme. Risultò disponibile una sola bara e il sottotenente Bagnaresi pretese di essere fucilato e che il sergente non venisse fucilato in mancanza di una seconda bara. Messosi sull'attenti, cadde gridando «Viva San Marco, Viva l'Italia repubblicana».
Il generale Amilcare Farina, comandante della Divisione, chiese che gli fosse assegnata la Medaglia d'oro al valor militare alla memoria, cosa che fu approvata dal Maresciallo d'Italia Rodolfo Graziani solo dopo accurata inchiesta.
Il 9 novembre 1954 gli fu conferita postuma la laurea in lingue e letterature straniere.

### Annotazioni
1. ↑  Il fronte della operazione di rastrellamento era lungo una ventina di chilometri.

### Fonti
1. 1 2 3  Università Cà Foscari di Venezia.
2. 1 2 3 4 5 6 7 8 9 10 11 12 13 14 15 16 17 18  Viroli 2006, p. 3.